# باشگاه ورزشی استاد مالین
استاد مالین یک باشگاه فوتبال و ورزشی حرفه‌ای مالیایی مستقر در باماکو است. این باشگاه که یکی از دو باشگاه برتر فوتبال مالی است، زمین‌های تمرینی آنها میزبان سایر ورزش‌ها از جمله یک باشگاه بسکتبال موفق نیز می‌باشد.

## افتخارات
- جام کنفدراسیون آفریقا: ۱ قهرمانی
- لیگ برتر مالی: ۲۳ قهرمانی
- جام حذفی مالی: ۲۳ قهرمانی
- سوپر جام مالی: ۱۰ قهرمانی
- مسابقات باشگاهی آفریقای غربی: ۱ قهرمانی
- جام آفریقای غربی فرانسه: ۲ قهرمانی

## بازیکنان برجسته
- اورو-نیمینی چاگنیرو